# Gino Felixdaal
Gino Leandro Felixdaal (Amsterdam, 5 januari 1990) is een Nederlands voormalig profvoetballer die als verdediger of verdedigende middenvelder speelde.

## Carrière
Felixdaal begon met voetballen bij ASC SDW en kwam in 2006 bij de jeugd van Vitesse. Hij maakte op 14 april 2010 zijn debuut in de eredivisie als basisspeler in de thuiswedstrijd tegen NAC Breda. In zijn eerste seizoen bij de eredivisieclub kwam de Amsterdammer tot twee optredens in de hoofdmacht en in ziijn tweede seizoen tot 7 wedstrijden. Hierna speelde hij twee seizoenen voor Almere City FC in de Eerste divisie In het seizoen 2013/14 speelde hij in de Topklasse voor FC Chabab. Hierna kwam hij uit voor ADO '20. In het seizoen 2015/16 speelde hij bij JOS Watergraafsmeer.

## Clubstatistieken
| Seizoen   | Club           | Competitie     | Duels | Goals |
| --------- | -------------- | -------------- | ----- | ----- |
| 2009/2010 | Vitesse        | Eredivisie     | 2     | 0     |
| 2010/2011 | Vitesse        | Eredivisie     | 7     | 0     |
| 2011/2012 | Almere City FC | Eerste divisie | 24    | 1     |
| 2012/2013 | Almere City FC | Eerste divisie | 12    | 0     |
| Totaal    |                |                | 45    | 1     |